# 哥伦比亚南美货运航空
哥伦比亚南美货运航空（LATAM Cargo Colombia，曾名为Línea Aérea Carguera de Colombia S.A. (LANCO)）是一家哥伦比亚的货运航空公司，总部在首都波哥大，枢纽机场位于波哥大黄金国国际机场。在刚成立的短时期内，公司以“LANCO”的名义运营，不过之后换成了“LAN Cargo”。
哥伦比亚南美货运航空是墨西哥南美货运航空、巴西南美货运航空和智利南美货运航空的姐妹公司。

## 外部鏈結
- 南美航空官方網站（页面存档备份，存于）
- Lan Airlines在YouTube的用戶頁（页面存档备份，存于）
- 有關LAN Airpasses